# Alberto Salietti

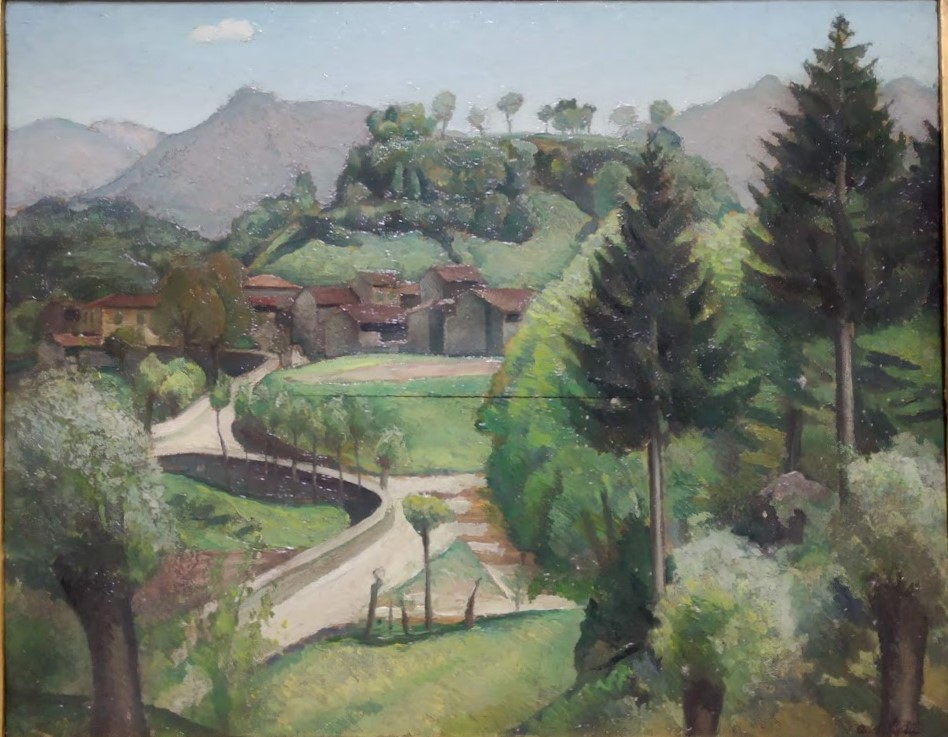
Paesaggio di Valseriana (1922), Parma, collezione privata

Alberto Salietti (Ravenna, 15 marzo 1892 – Chiavari, 19 settembre 1961) è stato un pittore italiano.

## Biografia
Nasce a Ravenna il 15 marzo 1892, figlio e nipote di decoratori murali.
Figlio di Silvio e Giulia Orselli figlia e nipote di pittori affreschisti.
Dopo aver iniziato a lavorare con il padre, frequenta fino al 1914 l'Accademia di Brera, ove ha come maestri Cesare Tallone e Mentessi.

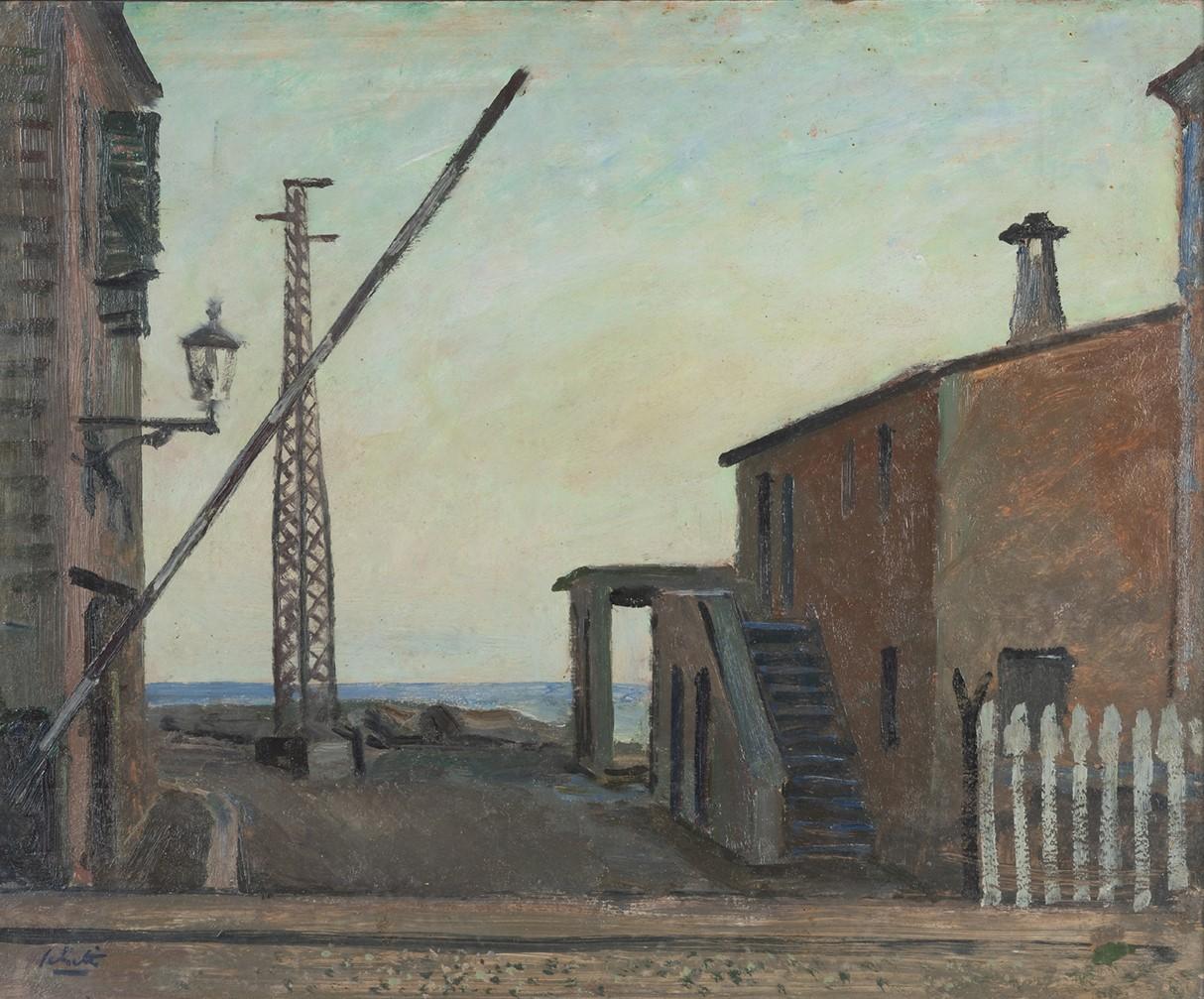
La stazione al mare

Dopo aver partecipato alla prima guerra mondiale, riprende la sua attività, esponendo dal 1920 alle Biennali di Venezia (nel 1942, ricevendo il Gran Premio per la pittura). 
Altre esposizioni: l’Internazionale di Barcellona, 1929; l’Internazionale di Budapest, 1936; la Mostra dell'Istituto Carnegie di Pittsburg, 1936; l'Esposizione mondiale di Parigi, 1937; la II e III Quadriennale Roma; la mostra La Bella Italiana, a Milano, nel 1952; il Premio Marzotto, nel 1955 e 1956; il Premio Garzanti nel 1957; il Premio del Comune di Milano nel 1959; la medaglia d'oro a Firenze, al Premio del Fiorino, nel 1961; la XXII Biennale d'Arte alla Permanente di Milano, nel 1961, il premio Bagutta-Vergani.
Salietti è fra i pittori che l'imprenditore Giuseppe Verzocchi contatta per la sua grande raccolta di quadri sul tema del lavoro: Salietti realizza così La vendemmia (1949-1950), quadro che, insieme all'Autoritratto, è oggi conservato nella Collezione Verzocchi, presso la Pinacoteca Civica di Forlì.
È uno dei fondatori del Novecento Italiano, movimento del quale ha ricoperto il ruolo di segretario. 
I suoi principali soggetti sono paesaggi, ritratti e nature morte. 
Ha opere in pubbliche gallerie: a Roma (Galleria nazionale d'arte moderna), Firenze, Milano, Torino, Berlino, Zurigo, Monaco, Berna, Montevideo, Cleveland, Mosca, Parigi, Varsavia.
Dopo la sua morte, una mostra commemorativa gli venne dedicata a Milano, nel 1964, al Palazzo della Permanente; nel 1967, a Milano, alla Galleria Gian Ferrari; nuovamente alla Gian Ferrari, nel 1969, per le tempere; nel 1970, a La Panchetta di Bari; nel 1971, ancora a Milano, alla Galleria Cortina, per le opere grafiche. Una mostra postuma venne pure organizzata dall'Azienda di Soggiorno e Turismo di Chiavari, nel 1972, a Palazzo Torriglia, con una selezione di opere pittoriche e grafiche.